# Столбовский сельсовет (Курганская область)
Столбо́вский сельсовет — упразднённые административно-территориальная единица и муниципальное образование со статусом сельского поселения в составе Шумихинского района Курганской области в связи с преобразованием района в Шумихинский муниципальный округ.
Административный центр — село Столбово.

## История
В соответствии с Законом Курганской области от 6 июля 2004 года № 419 сельсовет наделён статусом сельского поселения.

## Население
| 1989 | 2002 | 2010 | 2012 | 2013 | 2014 | 2015 |
| ---- | ---- | ---- | ---- | ---- | ---- | ---- |
| 487  | ↘421 | ↘327 | ↘306 | ↘295 | ↘279 | ↘265 |
| 2016 | 2017 | 2018 | 2019 | 2020 |      |      |
| ↗266 | ↘253 | ↗262 | ↘257 | ↘252 |      |      |

## Состав сельского поселения
| № | Населённый пункт | Тип населённого пункта       | Население |
| - | ---------------- | ---------------------------- | --------- |
| 1 | Столбово         | село, административный центр | ↘252      |